# كارل نيكسون
كارل نيكسون (بالإنجليزية: Carl Nixon)‏ هو كاتب نيوزلندي، ولد في 1967 في كرايستشرش في نيوزيلندا.